# Vincenzo Biagi
Vincenzo Biagi (* 3. April 1932) ist ein Schweizer Schauspieler.

## Werdegang
Vincenzo Biagi absolvierte seine Schauspielausbildung am Bühnenstudio Zürich.
Seine ersten Engagements hatte er bis 1960 am Sommertheater Winterthur, dem Stadttheater Chur, dem Theater am Central in Zürich und dem Schauspielhaus Zürich. Ab 1960 wirkte er in Zürich auch am Opernhaus, am Theater am Hechtplatz und am Bernhard-Theater.
Zwischen 1980 und 1997 war er Ensemblemitglied des Theater für den Kanton Zürich, wo er in rund 60 Produktionen mitwirkte.
Seit 1997 ist Biagi freischaffend tätig, spielte abermals am Bernhardtheater und auf Tourneen, häufig mit Jörg Schneider. Zudem ist er an der Märchenbühne Zürich tätig.
Des Weiteren ist seine unverkennbare, sonore Stimme in Hörspielen und Werbespots zu hören.
Vincenzo Biagi ist Bürger von Zollikon ZH.